# 博尔盖托-洛迪贾诺
博尔盖托-洛迪贾诺（義大利語：Borghetto Lodigiano），是意大利洛迪省的一个市镇。总面积23平方公里，人口4362人，人口密度189.7人/平方公里（2009年）。ISTAT代码为098004。